# Косово
Вижте пояснителната страница за други значения на Косово.
Репу̀блика Ко̀сово (на албански: Kosova или Kosovë; на сръбски: Косово и Метохија или Kosovo i Metohija) със столица Прищина е частично призната държава на Балканския полуостров и Европа. Граничи на север, изток и северозапад със Сърбия, на запад с Черна гора, на юг със Северна Македония и на югозапад с Албания.
В миналото част от Сърбия, след Косовската война от 1998 – 1999 година Косово получава фактическа самостоятелност под протектората на Организацията на обединените нации. След дългогодишни неуспешни преговори за трайно уреждане на статута на страната, през 2008 година тя обявява независимост без съгласието на Сърбия и през следващите години е призната за суверенна държава от повече от сто страни по света, сред които и България.

## Международен статут
Косово обявява независимостта си на 17 февруари 2008 г. и е призната от Република България и други държави, 22 от които са страни членки на ЕС (Европейски съюз), както и от САЩ, Канада и Австралия. През октомври 2008 г. по инициатива на Сърбия ООН сезира Международния съд в Хага с искане, той да се произнесе, дали едностранно обявената независимост от страна на Прищина, не противоречи на международното право. На 22 юли 2010 г. съдът излиза с решение, че този акт не е в нарушение на международното право. На 27 юли 2010 г. Сръбският парламент приема резолюция, в която заявява, че въпреки това решение Сърбия няма да признае независимостта на Косово. Към март 2020 година 112 от 193 държави членки на ООН са признали Република Косово. В последните години 15 африкански и малки островни държави са оттеглили признаването си, така страните общо стават 97.

## История

### Име
Косово, по-точно Косово поле, е историко-географска област. Названието на областта идва от славянското наименование на птицата кос, т.к. подобна топонимия е твърде разпространена на територията на цялата държава и област (виж имена на Косово – Грачаница, Вранова Хала и др.).

### Античност
В античността тя е заселена от дарданите. Впоследствие е под контрола на Римската империя. През 6 век започват да се заселват славяни, като често те са водени от прабългари или авари.

### Средновековие
По време на Първото българско царство областта е завладяна през 9 век и започва се оформя като част от българското землище. Сръбското проникване е много по-късно – едва през 13 век, когато областта е включена в Душановото царство. За сърбите Косово е свързано с Косовската битка през 1389. По време на османското владичество сърбите населяват само северозападните части на областта, на север и запад от линията Призрен – Прищина. На юг и изток живеят българи. Свидетелство за това българско население са съвременните горани – една от българските етнически общности тук, позната още и като торбеши, ислямизирани в 17-18 век.

### Ново време
Албанското присъствие в областта става осезаемо след голямото сръбско преселение. То се усилва постепенно толерирано от османските власти, особено след 1767 /след ликвидирането на Печката патриаршия и Охридската архиепископия/, когато вече по-голямата част от християнското сръбско и българско население се е изтеглило заедно с австрийските войски към Дунавската монархия. След Нишкото въстание през 1841, което е потушено главно от албански башибозук, на мястото на българското население се заселват албанци, които през следващия един век стават преобладаващо население.
Югоизточно Косово /Прищенско и Призренско/ е в границите на България по време на Първата световна война (1916 – 1918) /независимо от договореностите/, когато е поделено с Австро-Унгария /албанците не желаят да са под австрийска, а под българска власт/. По време на Втората световна война Косово е част от намиращата се под италиански протекторат Албания. В края на войната областта е превзета от българската армия.

### Събития
Косово в съвременните си граници е включено в състава на Сърбия на Неманчите в края на 13 век по време на управлението на крал Стефан Милутин и кралица Анна Тертер, като съставлява неразделна част от Душановата империя от 1346 до 1371 г. През 1389 г. на Косово поле (по името на което е кръстена цялата област и днешна държава) става известната битка на Косово поле, в която войската на княз Лазар Храбелянов е победена от османските сили на Мурад I. Османците окончателно овладяват цялата територия на днешно Косово през 1455 г.
През 1371 г., след смъртта на цар Стефан Урош, държавата, създадена от баща му, се разпада основно на етнически признак между враждуващи помежду си феодали. Това съвпада с времето на най-ожесточената османска експанзия на Балканите.
На 28 юни 1389 г. става известната битка на Косово поле между предвожданата от Лазар Храбелянов разнородна християнска войска и основно еничарската армия на султан Мурад I, която включва бойци и доброволци от васалните области в Анатолия и Румелия. Лазар е убит, а битката влиза в сръбската митология, като едно от най-големите поражения на сърбите. Въпреки това синът на Лазар – Стефан Лазаревич (изявил се в битките при Никопол и Анкара), запазва своята независимост, както и непостоянен контрол над Косово, което е родово владение на Бранкович и се управлява самостоятелно от Вук Бранкович в края на 14 век. През 1455 г. цялата територия на днешната държава окончателно става част от Османската империя.

### Османско владение (1455 – 1912)
Косово е в състава на Османската империя от 1455 до 1912, в началото като част от румелийския вилает, а от 1864 г. като отделна провинция. Въпреки налагането на мюсюлманско управление, голям брой християни продължават да живеят и дори до някаква степен да преуспяват в Османската империя. Но малко след началото на Османското владичество започва процес на ислямизация, който продължава поне един век и първоначално е съсредоточен в градовете. През целия 18 век православни християни напускат косовския район. Крайният резултат на четири и половин вековното османско владичество е забележително намаляване на по-рано доминиращия славянски християнски демографски елемент в Косово. От друга страна, много местни водачи като Синан паша приемат исляма и заемат високи позиции в османското управление и войска. През 17 век албанското население в областта, първоначално съсредоточено в Метохия, нараства. Причина за този процес, който започва осезаемо да се усеща след 1689 е, че сърбите и българите като християни и подопечни на Печката патриаршия са окуражени и подкрепят Австрийската империя във войните и срещу Османската империя. Процеса на масово изселване на християнското население от областта /бягащо от отмъщение, заради подкрепата си за австрийските войски/ набира сила след Карпошовското въстание, като се ѝ адмирира от австрийските власти, които от своя страна търсят лоялни поданици за федерати – защитници на имперската граница откъм Унгария.
През 1871 г. в Прищина се състои среща на сърбите, в която се обсъжда вероятното повторно превземане и приобщаване на Косово и останалата част от „Стара Сърбия“, а Сръбското княжество вече е изготвило планове за експанзия към териториите на Османската империя. Според мирното споразумение от 1878 г. градовете Прищина и Косовска Митровица се поставят под сръбски контрол, извън юрисдикцията на Османската империя, докато за останалата част от Косово се запазва османския контрол. В отговор на това етническите албанци формират Призренската лига целяща политическо обединяване на албанците в рамките на Османската империя. До края на 19 век албанците изместват сърбите и българите като мнозинство в сегашните територии на Косово и Метохия, но не и в цялата османска провинция. Според Стефан Веркович арнаутските поселища дълбоко се вклиняват в северозападна посока извън областта, разцепвайки като с клин на две, българските от сръбските селища в Косово.

### Началото на 20 век
През 1912 г., през Балканските войни, по-голямата част от Косово е завладяна от Сърбия, а Метохия става част от Черна гора. Местното албанско население масово напуска провинцията, а сръбските власти планират реколонизация ѝ. Множество сръбски семейства се заселват в Косово, мъчейки се да уравновесят съотношението между албанци и сърби. Окончателното решение за статута на провинцията е дадено през май 1913 г. след подписването на Лондонския договор.
По време на Първата световна война Косово е завладяно от войските на Централните сили. По силата на Тайната българо-германска спогодба югоизточната част от областта преминава към Царство България. По-късно българската зона в Косово са разширява за сметка на австрийската. Австро-Унгария оказва безрезервна подкрепа и попечителство на албанското население в областта. Осъществената по това време с подкрепата на българските военни власти Научна експедиция в Македония и Поморавието недвусмислено доказва предходните сведения за българския характер на славянското население в областта, находящо се южно и източно от линията Призрен – Прищина.
През 1918 г. се формира Кралство на сърби, хървати и словенци и Косово по силата на Версайската мирна система от договори става част от новообразуваната държава.

### Междувоенен период и Втора световна война
През периода 1918 – 1929 г. сръбското население в района нараства за сметка на несръбското. В Сърбо-хърватско-словенското кралство Косово е разделено на четири: три части влизат в състава на администрирани от сърби области, а четвъртата (северна Метохия) – от черногорци. През 1929 г. Косово е разделено между Зетска бановина (на изток), Вардарска бановина (на югоизток със столица Скопие) и Моравска бановина (на североизток със столица Ниш).
При разделянето на Югославия от силите на Оста от 1941 до 1945 г. голяма част от територията и е предадена на окупираната от Италия Албания, по-малка – на окупираната от Германия – Сърбия крайните източни райони – на България.

### Косово като част от Втората Югославия (1945 – 1996)
След края на войната и установяването на комунистическия режим на Тито през 1946 г. Косово получава статута на автономен район в Сърбия, а през 1963 г. става автономна провинция. Комунистическото правителство не разрешава завръщането на много от бежанците, докато в същото време продължават етнически мотивираните арести и убийства. Най-масовото убийство през това време е Тиварското клане през 1945, при което по различни данни между 400 (сръбски източници) и 4200 (албански източници) косовски албанци са избити с картечен огън.
С приемането на новата югославска конституция през 1974 г. Косово получава фактическо самоуправление. Правителството на провинцията въвежда албанска учебна програма в училищата в Косово, набавени и поставени в употреба са множество учебници от управляваната по това време от Енвер Ходжа Албания.
През 1980-те години на 20 век напрежението между албанската и сръбската общност в провинцията нараства драстично. Албанската общност се застъпва за една по-голяма автономия на Косово, докато сърбите настояват за сближаване със Сърбия. В този момент няма голямо желание за присъединяване на провинцията към Албания, тъй като последната е управлявана от сталинистки режим и има значително по-нисък жизнен стандарт от този на Косово. През март 1981 г. започват протестите на косовските студенти от албански произход, чиято цел е Косово да стане република в рамките на Югославия. Тези протести бързо се разрастват до размирици, съпроводени с прояви на насилие; в тях участват около 20 хиляди души в шест града. Протестите са овладени със сила от югославското правителство.
Същевременно неалбанците, живеещи в Косово, твърдят че са подложени на дискриминация, тъй като местните власти за поддръжка на реда (съставени от албанци) не наказват докладваните им престъпления срещу тях (терминът етническо прочистване обозначава и тези действия).
Вероятно най-опасното от политическа гледна точка оплакване на неалбанското население е, че то е пренебрегвано от комунистическото управление в Белград. През август 1987 г. по време на залеза на комунистическия режим в Югославия Косово е посетено от Слободан Милошевич, по това време изгряващ политик. Той се обръща към сръбския национализъм, за да осигури подкрепа на политическата си кариера. На митинга по случай годишнината от битката за Косово пред привлечената от него многолюдна тълпа той обещава тържествено на косовките сърби: „Никой вече няма да ви посегне“. Така Милошевич мигновено се превръща в герой в очите на косовските сърби, а до края на годината поема контрола на сръбското правителство.
През 1989 г. автономията на Косово и северната провинция Войводина е драстично намалена след всеобщ референдум в Сърбия. В резултат на референдума е приета нова конституция, която позволява въвеждането на многопартийна система, свобода на словото и защита на човешките права. Въпреки редицата нарушения от режима на Милошевич, (който прибягва до фалшифициране на изборите, контролира голяма част от медиите, обвинен е в нарушение на човешките права на политическите си противници и националните малцинства), приетата през 1989 г. конституция представлява крачка напред спрямо предишната комунистическа конституция. Тя обаче значително намалява правомощията на провинциите, като позволява на правителството в Сърбия да упражнява директен контрол върху много райони, които преди това са имали самоуправление. В частност, конституционните промени предоставят на сръбското правителство контрола над полицията, съдебната система, икономиката, образованието и езиковата политика.
Новата конституция намира силна опозиция в лицето на много от сръбските национални малцинства, които гледат на нея като на средство за налагане на етнически обусловено централизирано управление на провинциите. Косовските албанци отказват да участват в референдума, обявявайки го за незаконен. Правителствата на провинциите също се противопоставят на новата конституция. Тя трябва да бъде ратифицирана от тях, което на практика означава, че те трябва да гласуват собственото си разпускане. Първоначално косовкото събрание отхвърля конституцията, но през март 1989 г., когато то се събира да обсъди предложенията, сградата, в която се провежда заседанието, е обкръжена от танкове и бронирани автомобили – това принуждава делегатите да приемат измененията.

### През 1990-те години
След конституционните промени парламентите на всички югославски републики и провинции са разпуснати и се провеждат многопартийни избори. До този момент в тях влизат представители само на Югославската комунистическа партия. Косовските албанци отказват да участват в тези избори и вместо това провеждат собствени неофициални такива. Тъй като изборните закони изискват (така е и до днес) гласоподавателска активност над 50%, косовският парламент не може да бъде конституиран.
Новата конституция премахва официалните медии на отделните провинции, като ги интегрира в рамките на официалните сръбски медии. Въпреки че някои програми на албански език са запазени, на албанските държавни радио и телевизия също е забранено да излъчват от Косово.
Конституцията също прехвърля контрола върху държавните компании на сръбското правителство (по това време повечето от компаниите са държавни и де юре все още са такива). През септември 1990 г. близо 123 хиляди албански работници са уволнени от заеманите в управлението и медиите длъжности, подобна е съдбата и на много учители, доктори и работници в индустриите, контролирани от правителството. Това води до обща стачка и масови безредици. Въпреки че на тези уволнения се гледа като на чистка на етнически албанци, правителството поддържа тезата, че просто се отървава от стари комунистически кадри.
Косовските албанци са оскърбени от тези промени, които те възприемат като посегателство върху техните права. В резултат на масови вълнения и безредици на албанците, както и на спорадично насилие между двете общности, през февруари 1990 г. е обявено извънредно положение и е увеличено присъствието на югославската армия и полиция, за да се потушат безредиците.
Още през 1990 година неофициално избраният косовски парламент приема в Качаник конституция на Косово, в която обявява областта за суверенна република в състава на Югославия. През следващите месеци албанците изграждат своя администрация, доминирана от Демократичния съюз на Косово (ДСК). Тя е паралелна на поддържаната от сръбското правителство и през 1992 година е оглавена от избрания за президент лидер на ДСК Ибрахим Ругова. През септември 1991 година неофициалното албанско правителство провежда референдум, който подкрепя създаването на независимо Косово, но то не получава никаква международна подкрепа.
Особено силен е сръбският натиск в областта на образованието. Старата албанска учебна програма и учебници са заменени с нови. В Прищинския университет, смятан за център на косовската албанска културна идентичност, образованието на албански език е отменено, а албанските учители са масово освобождавани от длъжност. В отговор на това албанците бойкотират държавните училища, в които се преподава на сръбски, и изграждат паралелна система за образование на албански език, обхващаща всички образователни нива – от детските градини до университета. Занятията често се провеждат в частни домове и дори гаражи, като в средата на 90-те години обхващат 400 хиляди ученици с около 20 хиляди учители.
През 1995 г. хиляди сръбски бежанци от Хърватия се заселват в Косово, което допълнително влошава отношенията между двете общности в провинцията. С нарастването на напрежението албанците изоставят първоначалната си политика на мирна съпротива и от 1996 година започват да организират Армията за освобождение на Косово.
Армията за освобождение на Косово започва партизанска война и терористична кампания, която се изразява в постоянни бомбени и огнестрелни атаки срещу югославските сили за сигурност, държавни служители, граждани, които открито подкрепят националното правителство, включително албанци, които не симпатизират на АОК. През март 1998 г. части на югославската армия се присъединяват към сръбската полиция, за да се противопоставят на сепаратистите с военна сила.
През следващите месеци хиляди мирни жители от албански произход са убити, а повече от 500 хиляди напускат своите домове. Много албански семейства са принудени да изоставят домовете си под смъртна заплаха, тъй като в резултат на сблъсъците между националните сили за сигурност и силите на АОК много хора, асоциирани с паравоенни формирования, са изселвани. Според изчисленията на ВКБООН 460 хил. души са били изгонени от своите домове от март 1998 г. до началото на бомбардировките на НАТО през март 1999 г.
След провала на преговорите между сръбските и албанските представители под егидата на НАТО, на 24 март 1999 г. без да е упълномощена за това от ООН, НАТО се намесва в конфликта и започва масирани бомбардировки над югославски военни цели, след което продължава с широкомащабни бомбардировки (като тези над мостовете в Нови Сад).
Конфликтът се превръща в истинска война, тъй като АОК продължава да атакува сръбските сили, а от своя страна сръбските/югославските сили продължават да се бият срещу АОК на фона на голямото разселване на мирното население в Косово. Повечето правозащитни и международни организации обвиняват правителствените сили в извършване на етническо прочистване. Една част от югославските управляващи и военни, включително президентът Слободан Милошевич, са по-късно обвинени от Международния съд за военни престъпления в бивша Югославия в престъпления срещу човечеството. Милошевич умира в ареста, преди да бъде произнесена присъда, след като преднамерено му е отказано лечение в Русия.
По преценка на ООН по време на Косовската война близо 640 хиляди албанци са напуснали Косово или са били изгонени оттам между март 1998 г. и края на април 1999 г. Повечето от бежанците се установяват в Албания, Северна Македония и Черна гора. Правителствените служби за сигурност конфискуват и унищожават документите и разрешителните на много от бягащите албанци. Това се разглежда като опит за изличаване на самоличността на бежанците и сериозно затруднява идентифицирането на тези от тях, които се завръщат в Косово след края на войната. Сръбски източници твърдят, че много албанци от Македония и Албания – според някои изчисления броят им достига до 300 хиляди – са мигрирали в Косово, представяйки се за бежанци. Определянето на самоличността на завръщащите се не би трябвало да е толкова голям проблем, тъй като регистрите за раждане и смърт са оцелели през войната.

### Съвременна история
Войната приключва на 10 юни 1999 г. с подписаното от сръбското правителство споразумение в Куманово, изразяващо съгласие управлението на провинцията да бъде предадено на ООН. След края на Косовската война международни сили под егидата на НАТО (КФОР) навлизат в провинцията, за да осигурят безопасност за мисията на ООН в Косово (ЮНМИК). Преди и по време на предаването на властта около 100 хиляди сърби и роми напускат провинцията поради страх от репресии. Що се отнася до ромите, според много албанци те са подпомагали сърбите по време на войната. Много от тях напускат заедно с изтеглящите се сръбски сили за сигурност, страхувайки се, че ще станат жертва на връщащите се албански бежанци и борци на АОК, които ги обвиняват в насилие по време на войната. След края на войната, докато КФОР се опитва да възстанови реда, хиляди неалбански жители на провинцията са принудени да напуснат Косово поради заплахи, нападения и вълна от престъпления.
Голям брой бежанци от Косово все още живеят във временни лагери и подслони на сръбска земя. През 2002 г. Сърбия и Черна гора обявяват, че са предоставили подслон на 277 хиляди вътрешно разселени лица. В тях влизат 201 641 души, подслонени в Сърбия, 29 451 души в Черна гора, и около 46 000 разселени в самата провинция Косово, включително 160 хиляди завърнали се бежанци, които не могат да обитават своите предишни домове.
Според някои източници броят е доста по-малък. Европейската инициатива за стабилност изчислява, че разселените лица са около 65 хиляди, а още 40 хиляди сърби са останали в Косово. Тези данни обаче не обясняват какво се е случило с голяма част от етническото сръбско население на провинцията отпреди 1999 г. Най-голямата концентрация на сърби в Косово е в северната част на провинцията над река Ибар, но според изчисленията две трети от сръбското население в Косово продължава да живее в доминираната от албанци южна част на провинцията.
На 17 март 2004 г. сериозни безредици в Косово довеждат до смъртта на 19 души и до унищожението на 35 сръбски православни църкви и манастири в провинцията, след като албанците започват погроми срещу сърбите. Още няколко хиляди косовски сърби напускат домовете си, за да търсят убежище на сръбска земя или в доминираната от сърби северна част на Косово.
През 2006 г. започват международни преговори за определяне на статута на Косово, в изпълнение на резолюция 1244 на Съвета за сигурност на ООН, с която през 1999 г. приключва косовският конфликт. Въпреки че международната общност признава сръбския суверенитет над Косово, мнозинството сред населението на провинцията предпочита независимост.
През февруари 2006 г. започват подкрепени от ООН преговори, водени от специалния пратеник на ООН за Косово Марти Ахтисаари. Въпреки че е постигнат напредък по техническите въпроси, двете преговарящи страни остават на противоположни позиции по отношение на статута на провинцията. През февруари 2007 г. Ахтисаари представя пред лидерите в Белград и Прищина предложение за решение на статута на Косово. То става основа на проекторезолюция на Съвета за сигурност на ООН, която предлага да се установи „наблюдавана независимост“ за провинцията.
От началото на юли 2007 г. проекторезолюцията, подкрепена от САЩ, Великобритания и други европейски членове на Съвета за сигурност на ООН, е променяна четири пъти, за да се отговори на руските опасения, че тя ще подкопае принципа за държавния суверенитет. Руската федерация, която има вето в Съвета за сигурност, като една от петте постоянни членки, обявява, че няма да подкрепи резолюция, която е неприемлива и за Белград, и за Прищина.
На 17 февруари 2008 г. Косово обявява едностранна независимост от Сърбия, която предизвиква различни реакции на международната сцена. На 9 април Парламентът на Косово приема конституция на страната, която влиза в сила на 15 юни 2008. Съгласно нея Косово е обявена за „независима и суверенна държава“ с форма на държавно устройство „парламентарна република“.

## География
Косово е разположено в Балканския полуостров с обща площ 10 908 км2. Граничи със Сърбия (351,6 км), Северна Македония (158,7 км), Албания (111,8 км) и Черна гора (78,6 км). Най-високата точка е връх Жеравица (2656 м н.в), а най-ниската при река Бели Дрин (122 м н.в).

## Население
| Вероизповедания в Косово | Вероизповедания в Косово | Вероизповедания в Косово | Вероизповедания в Косово | Вероизповедания в Косово |
| ------------------------ | ------------------------ | ------------------------ | ------------------------ | ------------------------ |
| религии                  |                          |                          | процент                  |                          |
| ислям                    | ислям                    |                          | 90%                      | 90%                      |
| Християнство             | Християнство             |                          | 7%                       | 7%                       |
| друга вяра и атеисти     | друга вяра и атеисти     |                          | 3%                       | 3%                       |

| Етноси в Косово | Етноси в Косово | Етноси в Косово | Етноси в Косово | Етноси в Косово |
| --------------- | --------------- | --------------- | --------------- | --------------- |
| етноси          |                 |                 | процент         |                 |
| албанци         | албанци         |                 | 92%             | 92%             |
| сърби           | сърби           |                 | 4%              | 4%              |
| други           | други           |                 | 4%              | 4%              |

Според статистика от 2005 г. населението на Косово е между 1,9 и 2,2 млн. души.
Преобладаващата религия е ислямът (основно сунити), която е изповядвана от мнозинството албанци, босненци, турци и горани. По приблизитлни данни мюсюлманите в Косово са около 90%, а християните са около 7%. Сръбските граждани, които наброяват между 100 000 и 120 000 души са предимно православни християни. Част от населението (около 3, 5%) изповядва католическото християнство, сред които и албанци. Католиците, наброяващи около 65 000 души, са обединени в апостолическа администратура с епископски център в Призрен, която обхваща цялата територия на страната.
През 2005 г. 92% от населението са се определили етнически за албанци, а 4% за сърби.
По оценка на британския журналист Хенри Брайлсфорд през 1906 г. около 2/3 от населението на Косово са албанци, а около 1/3 – сърби. Подобно съотношение между двете основни етнически групи в областта е посочено в карта, съставена от Алфред Стед през 1909 г.

### Горани
Областта Гора, разположена в югозападната част на страната, обхваща 18 села и се намира на територията на община Драгаш, създадена от администрацията на ООН след косовската криза при сливането на две общини Гора и Ополе. Населяващите областта горани говорят торлашки диалект и сред тях има и хора с българско национално съзнание. Гораните са признати за малцинство. Поради натиска на албанците в областта и голямата безработица много от тях са напуснали Косово. Броят на гораните в Косово през 1989 е бил 16 000, 24 000 (1999), 9700(2000), 18 000 (2006). През последните години в Косово са създадени две български културни организации, целящи да утвърдят българско съзнание сред гораните.

### Жупци и подгорци
В областите Подгор и Жупа, които се намират в община Призрен до границата със Северна Македония, има 17 села, с население от 20 000 души (2001) мюсюлмани, които също говорят торлашки диалект. Повечето се декларират за турци или бошняци.

## Икономика
Косово има една от най-слабите икономики в Европа. Брутният вътрешен продукт на човек е едва € 1565 (2004). Въпреки значителните субсидии в миналото Косово има най-слаборазвитата икономика от всички бивши югославски републики. Като добавка към лошото стопанство на областта е съчетанието от умишлено неразвиване на икономиката от централната власт, липсата на външна търговия и междуетническите конфликти, които многократно нанасят щети върху икономиката.
Икономиката на Косово все още е доста слаба. След краткият скок в периода 2000 – 2001 ръстът на БВП за последвалия период 2002 – 2003 e отрицателен и се очаква да бъде 3 процента през 2004 – 2005, което е недостатъчно за да компенсира външните средста за подпомагане.
Северна Македония е най-големият пазар на Косово за внос и износ (съответно по 220 млн. и 9 млн. евро), следвана от Сърбия и Черна гора (111 млн. и 5 млн. евро), Германия и Турция.
Еврото е официалната валута на Косово. Използва се и сръбският динар в местата, които са населени със сръбско население.

## Административно деление

### Окръзи
От 2008 година Косово се дели на 5 окръга:
- Гнилянски
- Митровски
- Призренски
- Прищински
- Печки

### Общини
Косово се състои от 38 общини.

## Държавно устройство
От 15 юни 2008 г. (Видовден) е в сила Косовската конституция.
Съгласно Резолюция 1244 от 10 юни 1999 на Съвета за сигурност на ООН, с която се слага край на военното противопоставяне по време на Косовската криза от 1999, Косово е автономна област в състава на Република Сърбия (от Съюзна република Югославия, преименувана на Сърбия и Черна гора и разпаднала се през 2006). С тази резолюция се регламентира въвеждането на управление на ООН в Косово. Югославските военни и административни власти са изтеглени и е въведена администрация на ООН.
Генералният секретар на ООН назначава свой специален представител, на когото е поверено управлението на Косово под името Временно управление на мисията на Обединените нации в Косово (ЮНМИК). Основните и най-висши нормативни актове, издавани от специалния представител, са наредби. В своята първа наредба от 25 юли 1999 специалният представител представя своите правомощия. Цялата законодателна и изпълнителна власт, отнасяща се до Косово, включително и управлението на правосъдната система, е поверена на ЮНМИК и се изпълнява от специалния представител. Законите, действали на територията на Косово до 24 март 1999 (началото на международната военна намеса), са в сила в случай, че не са в противоречие с международните стандарти за правата на човека или с наредбите на ЮНМИК. Впоследствие, с приемането на нови законодателни актове от страна на ЮНМИК, действието на законодателството на Югославия все повече отслабва.
През 2001 с наредба специалният представител приема Конституционна рамка за временно самоуправление, играеща ролята на основен закон на областта. В нея е предвидено изграждането на различни „временни институции на самоуправление“, включително парламент, правителство и съдилища, намиращи се под надзора на специалния представител на генералния секретар на ООН.
През декември 2001, след проведени през предишния месец избори, е учреден 120-местен Косовски парламент, чиито закони влизат в сила след утвърждаването им от специалния представител на генералния секретар на ООН. През 2001, с учредяването на парламента на Косово и на редица други институции, започва изграждането на новите учреждения на местно самоуправление в областта. На 17 февруари 2008 г. Косово се самообявява за независима държава.
От 1999 Косово е управлявано от петима специални представители на генералния секретар на ООН:
- Бернар Кушнер, Франция,
- Ханс Хекеруп, Дания,
- Михаел Щайнер, Германия,
- Хари Холкери, бивш министър-председател на Финландия, 1987 – 1991,
- Сьорен Йесен-Петерсен (от 16 юни 2004),
- Йоаким Рюкер, Германия (от 1 септември 2006).